# Cirk Heinrich Stürenburg
Cirk Heinrich Stürenburg (* 12. Februar 1798 in Aurich; † 11. Januar 1858 ebenda) war ein deutscher Jurist, Kammerrat und Konsulent.

## Leben
Stürenburg wurde 1798 als ältester Sohn eines Rechtsanwalts und Notars in Aurich geboren. Er studierte Rechtswissenschaften an der Universität Göttingen und legte sein Staatsexamen 1817 am Obergericht in Celle ab. Er war Mitglied der Corps Bremensia Göttingen und Frisia Göttingen. 1818 erhielt er seine Zulassung als Rechtsanwalt in Berum und ein Jahr später die eines Notars in Wittmund. 1825 übernahm Stürenburg die Kanzlei seines Vaters in Aurich. 1831 wurde er zum Kammerkonsulenten berufen. Im Jahr 1841 wurde er Kammerrat. Schließlich wurde er Präsident der Ostfriesischen Anwaltskammer. 1848 war er konservativer Wortführer gegen Franz Wilhelm Miquel. Darüber hinaus wirkte er auf dem Gebiet der Landwirtschaft, insbesondere der Moorkultivierung. Außerdem wendete er sich der Sprache und Literatur zu und war 1857 Verfasser des „Ostfriesischen Wörterbuchs“. Er pflegte Freundschaften zu Robert Schumann und Felix Mendelssohn Bartholdy und war verantwortlich für die Veröffentlichung des Vokalwerks Johann Sebastian Bachs.

## Familie
Stürenburg war mit Wilhelmine Stürenburg (geb. Rieken) verheiratet und hatte mit ihr insgesamt sieben Töchter und zwei Söhne. Er war ein Urgroßvater des Schriftstellers Hans Fallada. 

## Auszeichnungen
- 1851: Guelphenorden

## Werke
- Cirk Heinrich Stürenburg (Hrsg.): Ostfriesisches Wörterbuch. Carl Otto Seyde, Aurich 1857 (Buch in der Google-Buchsuche – Nachdruck: Schuster Verlag, Leer 1972, ISBN 3-796300-31-6).